# Lista de canais de televisão de Portugal
Esta é uma lista dos canais de televisão em Portugal.

## Televisão em aberto
Canais emitidos em sinal aberto, na TDT e nos respetivos sites dos canais.

### Cadeias de âmbito nacional
| Nome do canal | Proprietário                        | Titularidade | Tipo  | Sede central de emissões |
| ------------- | ----------------------------------- | ------------ | ----- | ------------------------ |
| RTP 1         | Rádio e Televisão de Portugal, S.A. | Pública      | DVB-T | Lisboa                   |
| RTP 2         | Rádio e Televisão de Portugal, S.A. | Pública      | DVB-T | Lisboa                   |
| RTP 3         | Rádio e Televisão de Portugal, S.A. | Pública      | DVB-T | Lisboa                   |
| RTP Memória   | Rádio e Televisão de Portugal, S.A. | Pública      | DVB-T | Lisboa                   |
| SIC           | Impresa, SGPS                       | Privada      | DVB-T | Paço de Arcos            |
| TVI           | Media Capital SGPS, S.A.            | Privada      | DVB-T | Queluz de Baixo          |

### Cadeias de âmbito autonómico

#### Açores
| Nome do canal | Proprietário                        | Titularidade | Tipo  |
| ------------- | ----------------------------------- | ------------ | ----- |
| RTP Açores    | Rádio e Televisão de Portugal, S.A. | Pública      | DVB-T |

#### Madeira
| Nome do canal | Proprietário                        | Titularidade | Tipo  |
| ------------- | ----------------------------------- | ------------ | ----- |
| RTP Madeira   | Rádio e Televisão de Portugal, S.A. | Pública      | DVB-T |

### Cadeias do terceiro setor
| Nome do canal | Proprietário            | Titularidade | Tipo  |
| ------------- | ----------------------- | ------------ | ----- |
| ARTV          | Assembleia da República | Pública      | DVB-T |

## Televisão por assinatura
Estes são os canais disponíveis nas operadoras televisivas de Portugal (NOS, MEO, Vodafone, DIGI e NOWO (recentemente adquirida pela DIGI). Nem todos os canais abaixo estão disponíveis nas 4 operadoras e vários dos canais a baixo listados tem uma versão SD e HD.
| Canal                       | Proprietário                                                    | Temática                       |
| --------------------------- | --------------------------------------------------------------- | ------------------------------ |
| RTP1                        | Rádio e Televisão de Portugal, S.A.                             | Generalista                    |
| RTP2                        | Rádio e Televisão de Portugal, S.A.                             | Generalista                    |
| RTP3                        | Rádio e Televisão de Portugal, S.A.                             | Informação                     |
| RTP Memória                 | Rádio e Televisão de Portugal, S.A.                             | Programas clássicos            |
| RTP África                  | Rádio e Televisão de Portugal, S.A.                             | Generalista                    |
| ARTV: Canal Parlamento      | Assembleia da República                                         | Governamental                  |
| SIC                         | Impresa, SGPS                                                   | Generalista                    |
| SIC Notícias                | Impresa, SGPS                                                   | Informação                     |
| SIC Mulher                  | Impresa, SGPS                                                   | Entretenimento                 |
| SIC Radical                 | Impresa, SGPS                                                   | Entretenimento                 |
| SIC K                       | Impresa, SGPS                                                   | Infantojuvenil                 |
| SIC Caras                   | Impresa, SGPS                                                   | Entretenimento                 |
| SIC Novelas                 | Impresa, SGPS                                                   | Entretenimento                 |
| TVI                         | Media Capital SGPS, S.A.                                        | Generalista                    |
| CNN Portugal                | Media Capital SGPS, S.A.                                        | Informação                     |
| V+                          | Media Capital SGPS, S.A.                                        | Gerenalista                    |
| TVI Reality                 | Media Capital SGPS, S.A.                                        | Reality-shows                  |
| CMTV                        | Medialivre S.A.                                                 | Gerenalista                    |
| Now                         | Medialivre S.A.                                                 | Informação                     |
| TVCine Top                  | NOS, SGPS                                                       | Filmes e séries                |
| TVCine Edition              | NOS, SGPS                                                       | Filmes e séries                |
| TVCine Emotion              | NOS, SGPS                                                       | Filmes e séries                |
| TVCine Action               | NOS, SGPS                                                       | Filmes e séries                |
| NOS Studios                 | NOS, SGPS                                                       | Filmes e séries                |
| SportTV 1                   | SPORT TV Portugal S.A.                                          | Desporto                       |
| SportTV 2                   | SPORT TV Portugal S.A.                                          | Desporto                       |
| SportTV 3                   | SPORT TV Portugal S.A.                                          | Desporto                       |
| SportTV 4                   | SPORT TV Portugal S.A.                                          | Desporto                       |
| SportTV 5                   | SPORT TV Portugal S.A.                                          | Desporto                       |
| SportTV 6                   | SPORT TV Portugal S.A.                                          | Desporto                       |
| SportTV 7                   | SPORT TV Portugal S.A.                                          | Desporto                       |
| SportTV +                   | SPORT TV Portugal S.A.                                          | Desporto                       |
| NBA TV                      | através SPORT TV Portugal S.A.                                  | Desporto                       |
| Canal 11                    | Federação Portuguesa de Futebol                                 | Desporto                       |
| Benfica TV 1                | S.L. Benfica – Futebol, SAD                                     | Desporto                       |
| EuroSport                   | Discovery Inc.                                                  | Desporto                       |
| EuroSport 2                 | Discovery Inc.                                                  | Desporto                       |
| Sporting TV                 | Sporting C.P. – Futebol, SAD                                    | Desporto                       |
| Porto Canal                 | F.C. Porto – Futebol, SAD                                       | Desporto                       |
| DAZN 1                      | DAZN                                                            | Desporto                       |
| DAZN 2                      | DAZN                                                            | Desporto                       |
| DAZN 3                      | DAZN                                                            | Desporto                       |
| DAZN 4                      | DAZN                                                            | Desporto                       |
| DAZN 5                      | DAZN                                                            | Desporto                       |
| DAZN 6                      | DAZN                                                            | Desporto                       |
| PFC                         | Grupo Globo                                                     | Desporto                       |
| FUEL TV                     | FUEL TV GLOBAL, S.A.                                            | Desportos radicais             |
| A Bola TV                   | Ringier Sports Media Group                                      | Informação desportiva          |
| Canal Q                     | Produções Fictícias                                             | Entretenimento                 |
| 24 Kitchen                  | The Walt Disney Company                                         | Culinária                      |
| Casa e Cozinha              | Dreamia - Serviços de Televisão, S.A.                           | Culinária                      |
| Discovery Channel           | Warner Bros. Discovery EMEA, Inc.                               | Documentários                  |
| HGTV                        | Warner Bros. Discovery EMEA, Inc.                               | Entretenimento                 |
| Canal Hollywood             | Dreamia - Serviços de Televisão, S.A.                           | Filmes                         |
| AMC                         | AMC Networks International Southern Europe                      | Entretenimento e séries        |
| AMC Odisseia                | AMC Networks International Southern Europe                      | Documentários                  |
| AMC Crime                   | AMC Networks International Southern Europe                      | Documentários                  |
| AMC História                | AMC Networks International Southern Europe                      | Documentários                  |
| AMC Break                   | AMC Networks International Southern Europe                      | Entretenimento e documentários |
| National Geographic Channel | National Geographic Society (25%) The Walt Disney Company (75%) | Documentários                  |
| National Geographic Wild    | National Geographic Society (25%) The Walt Disney Company (75%) | Documentários                  |
| AXN                         | Sony Pictures Entertainment                                     | Filmes e séries                |
| AXN Movies                  | Sony Pictures Entertainment                                     | Filmes e séries                |
| AXN White                   | Sony Pictures Entertainment                                     | Filmes e séries                |
| Disney Channel              | The Walt Disney Company Portugal TF, Uni. Lda.                  | Infantojuvenil                 |
| Disney Junior               | The Walt Disney Company Portugal TF, Uni. Lda.                  | Infantil                       |
| Baby TV                     | The Walt Disney Company Portugal TF, Uni. Lda.                  | Infantil                       |
| Cartoon Network             | Warner Bros. Discovery EMEA, Inc.                               | Infantojuvenil                 |
| Cartoonito                  | Warner Bros. Discovery EMEA, Inc.                               | Infantil                       |
| Canal Panda                 | Dreamia - Serviços de Televisão, S.A.                           | Infantil                       |
| Biggs                       | Dreamia - Serviços de Televisão, S.A.                           | Juvenil e adulto               |
| Panda Kids                  | Dreamia - Serviços de Televisão, S.A.                           | Infantil                       |
| Nickelodeon                 | Paramount Networks EMEAA                                        | Infantojuvenil                 |
| Nick Jr.                    | Paramount Networks EMEAA                                        | Infantil                       |
| MTV Portugal                | Paramount Networks EMEAA                                        | Entretenimento e música        |
| FashionTV                   | Michel Adam Lisowski                                            | Moda e lifestyle               |
| Star Channel Portugal       | The Walt Disney Company Portugal TF, Uni. Lda.                  | Filmes e séries                |
| Star Life                   | The Walt Disney Company Portugal TF, Uni. Lda.                  | Filmes e séries                |
| Star Crime                  | The Walt Disney Company Portugal TF, Uni. Lda.                  | Filmes e séries                |
| Star Comedy                 | The Walt Disney Company Portugal TF, Uni. Lda.                  | Filmes e séries                |
| Star Movies                 | The Walt Disney Company Portugal TF, Uni. Lda.                  | Filmes                         |
| Cinemundo                   | Cinemundo, Lda.                                                 | Filmes                         |
| Syfy                        | NBC Universal                                                   | Filmes e séries                |
| Globo Portugal              | TV Globo                                                        | Entretenimento                 |
| Globo Now                   | TV Globo                                                        | Entretenimento                 |
| RecordTV                    | Grupo Record                                                    | Entretenimento                 |
| Afro Music Channel          | Manuel Alberto Domingues                                        | Música                         |
| Euronews                    | Euronews S.A.                                                   | Informação                     |
| HOT TV                      | HOT Gold                                                        | Pornografia                    |
| HOT Man                     | HOT Gold                                                        | Pornografia                    |
| HOT Taboo                   | HOT Gold                                                        | Pornografia                    |
| Playboy TV LA               | MindGeek, Inc.                                                  | Pornografia                    |
| Venus                       | Claxson Interactive Group                                       | Pornografia                    |
| Body Sex                    |                                                                 | Pornografia                    |
| Kuriakos TV                 | Motes & Ideias                                                  | Religioso                      |
| Canal180                    | OSTV, Lda.                                                      | Canal de Cultura               |
| Localvisão Tv               |                                                                 | Genaralista, Regional          |
| Novum Canal                 | Vozes da Ribalta Unipessoal, Lda.                               | Genaralista, Regional          |
| S+                          | Mediapro                                                        | Saúde                          |
| Alma Lusa                   | Alma Lusa                                                       | Música                         |
| Canal Galeria               | CILmd                                                           | Televendas                     |
| VITEC Azores TV             | Paulo Feliciano Audiovisual S.U. Lda                            | Informação                     |
| Bomsom TV                   | Altice Portugal                                                 | Música                         |
| Lolly Kids TV               | Altice Portugal                                                 | Infantil                       |
| Gospel TV                   | Gospel TV                                                       | Generalista                    |

### Canais internacionais

#### Portugueses no Estrangeiro
| Canal                    | Proprietário                        | Sinal Aberto        |
| ------------------------ | ----------------------------------- | ------------------- |
| RTP Internacional        | Rádio e Televisão de Portugal, S.A. | Sim                 |
| RTP África               | Rádio e Televisão de Portugal, S.A. | Sim                 |
| SIC Internacional        | Impresa, SGPS                       | Sim                 |
| SIC Internacional África | Impresa, SGPS                       | Sim                 |
| TVI Internacional        | Media Capital SGPS, S.A.            | Sim                 |
| TVI África               | Media Capital SGPS, S.A.            | Sim                 |
| Correio da Manhã TV      | Medialivre S.A.                     | Angola e Moçambique |

#### Estrangeiros em Portugal
| Canal                    | Proprietário                                         | Temática                       | País              | Idioma                             |
| ------------------------ | ---------------------------------------------------- | ------------------------------ | ----------------- | ---------------------------------- |
| Zap Viva                 | ZAP                                                  | Entretenimento                 | Angola            | Português angolano                 |
| TPA Internacional        | Televisão Pública de Angola                          | Entretenimento                 | Angola            | Português angolano                 |
| TPA Notícias             | Televisão Pública de Angola                          | Informação                     | Angola            | Português angolano                 |
| Kanuca TV                |                                                      | Infantil                       | Angola            | Português angolano                 |
| TVA                      |                                                      |                                | Cabo Verde        | Português cabo-verdiano            |
| TCV                      |                                                      | Informação                     | Cabo Verde        | Português cabo-verdiano            |
| STV Notícias             | STV                                                  | Informação                     | Moçambique        | Português moçambicano              |
| CNN                      | Turner Broadcasting System                           | Informação                     | Estados Unidos    | Inglês                             |
| Bloomberg                | Bloomberg                                            | Informação económica           | Estados Unidos    | Inglês                             |
| CNBC                     | NBC                                                  | Informação económica           | Estados Unidos    | Inglês                             |
| i24 News                 | I24NEWS SARL                                         | Informação                     | Israel            | Inglês                             |
| Al Jazeera English       | Al Jazeera Media Network                             | Informação                     | Catar             | Inglês                             |
| Sky News                 | Sky                                                  | Informação                     | Reino Unido       | Inglês                             |
| BBC World News           | BBC                                                  | Informação                     | Reino Unido       | Inglês                             |
| FunBox 4K                | SPI International                                    | Entretenimento                 | Reino Unido       | Inglês                             |
| DocuBox                  | SPI International                                    | Documentários                  | Reino Unido       | Inglês                             |
| FilmBox Art House        | SPI International                                    | Filmes                         | Reino Unido       | Inglês                             |
| FashionBox               | SPI International                                    | Moda                           | Reino Unido       | Inglês                             |
| Fast&FunBox              | SPI International                                    | Desporto                       | Reino Unido       | Inglês                             |
| FightBox                 | SPI International                                    | Desporto                       | Reino Unido       | Inglês                             |
| Gametoon                 | SPI International                                    | E-Sports                       | Reino Unido       | Inglês                             |
| GINX TV                  | Ginx TV Ltd.                                         | E-Sports                       | Reino Unido       | Inglês                             |
| E!                       | E! Entertainment Europe                              | Entretenimento / Reality TV    | Reino Unido       | Inglês com legendas em português   |
| TLC                      | Discovery Networks                                   | Entretenimento / Reality TV    | Reino Unido       | Inglês com legendas em português   |
| Travel Channel           | Discovery Networks                                   | Entretenimento / Viagem        | Reino Unido       | Inglês com legendas em português   |
| Food Network             | Discovery Networks                                   | Entretenimento / Cozinha       | Reino Unido       | Inglês com legendas em português   |
| Investigation Discovery  | Discovery Networks                                   | Entretenimento / Reality       | Reino Unido       | Inglês com legendas em português   |
| MTV 00s                  | ViacomCBS Networks EMEAA                             | Música                         | Reino Unido       | Inglês                             |
| MTV Live                 | ViacomCBS Networks EMEAA                             | Música                         | Reino Unido       | Inglês                             |
| English Club TV          |                                                      | Música                         | Reino Unido       | Inglês                             |
| Clubbing TV              | Clubbing TV, S.A.S                                   | Música                         | França            | Inglês                             |
| MCM Top                  | Groupe M6                                            | Música                         | França            | Francês                            |
| MCM Pop                  | Groupe M6                                            | Música                         | França            | Francês                            |
| Mezzo                    | Grupo Les Échos-Le Parisien (50%) Grupo Canal+ (50%) | Música                         | França            | Francês                            |
| Mezzo Live               | Grupo Les Échos-Le Parisien (50%) Grupo Canal+ (50%) | Música                         | França            | Francês                            |
| Stingray DJazz           | Stingray Group Inc.                                  | Música                         | Países Baixos     | Holandês                           |
| Stingray iConcerts       | Stingray Group Inc.                                  | Música                         | Canadá            | Inglês                             |
| Stingray Loud            | Stingray Group Inc.                                  | Música                         | Canadá            | Inglês                             |
| Stingray Classica        | Stingray Group Inc.                                  | Música                         | Canadá            | Inglês                             |
| Stingray Retro           | Stingray Group Inc.                                  | Música                         | Canadá            | Inglês                             |
| Stingray Naturescape     | Stingray Group Inc.                                  | Música                         | Canadá            | Inglês                             |
| Stingray CMusic          | Stingray Group Inc.                                  | Música                         | Reino Unido       | Inglês                             |
| Trace Urban              | Trace Group                                          | Música                         | França            | Inglês                             |
| Trace Toca               | Trace Group                                          | Música                         | França            | Inglês                             |
| Trace Brazuca            | Trace Group                                          | Música                         | Brasil            | Português brasileiro               |
| Canção Nova              | Canção Nova                                          | Religioso                      | Brasil            | Português brasileiro               |
| TV Verdade               | Membros da Igreja de Deus Internacional              | Religioso                      | Brasil            | Português brasileiro               |
| Novo Tempo               | Igreja Adventista do Sétimo Dia                      | Religioso                      | Brasil            | Português brasileiro               |
| TV Mundial               |                                                      | Religioso                      | Brasil            | Português brasileiro               |
| UniFé                    | Igreja Universal do Reino de Deus                    | Religioso                      | Brasil            | Português brasileiro               |
| UM Europa                |                                                      | Religioso                      | Brasil            | Português brasileiro               |
| Globo News               | TV Globo                                             | Informação                     | Brasil            | Português brasileiro               |
| Record News              | Grupo Record                                         | Informação                     | Brasil            | Português brasileiro               |
| New Brasil               | Grupo Bandeirantes de Comunicação                    | Entretenimento / Informação    | Brasil            | Português brasileiro               |
| Motorvision TV           | “German Car”                                         | Carros e desportos motorizados | Alemanha          | Inglês com legendas em português   |
| Fight Network            | Anthem Sports & Entertainment Corporation            | Desporto                       | Canadá            | Inglês com legendas em português   |
| Nautical Channel         | Nautical Channel Limited                             | Desportos Náuticos             | Reino Unido       | Inglês com legendas em português   |
| Caça e Pesca             | Sogecable                                            | Entretenimento                 | Espanha           | Espanhol com legendas em português |
| Caçavision               | Ociovision Television SL.                            | Entretenimento                 | Espanha           | Espanhol com legendas em português |
| Canal 24 Horas           | RTVE (Pública Espanhola)                             | Informação                     | Espanha           | Espanhol                           |
| TVE Internacional        | RTVE (Pública Espanhola)                             | Entretenimento                 | Espanha           | Espanhol                           |
| Andalucía                | Radio y Televisión de Andalucía                      | Entretenimento                 | Espanha           | Espanhol                           |
| TVG Europa               | CRTVG                                                | Entretenimento                 | Espanha           | Galego                             |
| Más Chic                 | AMC Networks International Latin America             | Entretenimento                 | Argentina         | Espanhol                           |
| Cubavisión Internacional | Instituto Cubano de Radio y Televisión               | Entretenimento                 | Cuba              | Espanhol                           |
| Telesur                  | Publica Venezuelana                                  | Entretenimento                 | Venezuela         | Espanhol                           |
| RAI Italia               | RAI (Pública Italiana)                               | Generalista                    | Itália            | Italiano                           |
| RAI 1                    | RAI (Pública Italiana)                               | Entretenimento                 | Itália            | Italiano                           |
| RAI 2                    | RAI (Pública Italiana)                               | Entretenimento                 | Itália            | Italiano                           |
| RAI 3                    | RAI (Pública Italiana)                               | Entretenimento                 | Itália            | Italiano                           |
| RAI Storia               | RAI (Pública Italiana)                               | Documentários Históricos       | Itália            | Italiano                           |
| RAI Scuola               | RAI (Pública Italiana)                               | Educacional                    | Itália            | Italiano                           |
| RAI News24               | RAI (Pública Italiana)                               | Informação                     | Itália            | Italiano                           |
| France 24                | France Médias Monde                                  | Informação                     | França            | Francês                            |
| BFM                      | NextRadioTV                                          | Informação                     | França            | Francês                            |
| BFM Business             | NextRadioTV                                          | Informação económica           | França            | Francês                            |
| France 2                 | France Télévisions (Pública Francesa)                | Entretenimento/Informação      | França            | Francês                            |
| France 3                 | France Télévisions (Pública Francesa)                | Entretenimento/Informação      | França            | Francês                            |
| France 5                 | France Télévisions (Pública Francesa)                | Entretenimento/Informação      | França            | Francês                            |
| TV5 Monde                | France Télévisions (Pública Francesa)                | Entretenimento/Informação      | França            | Francês                            |
| M6                       | Groupe M6                                            | Entretenimento/Informação      | França            | Francês                            |
| Arte                     | ARTE G.E.I.E.                                        | Documentários Culturais        | França / Alemanha | Francês                            |
| ZDF                      | ZDF (Público Alemão)                                 | Entretenimento / Informação    | Alemanha          | Alemão                             |
| ZDFNEO                   | ZDF (Público Alemão)                                 | Entretenimento / Informação    | Alemanha          | Alemão                             |
| 3sat                     | ZDF e ARD                                            | Entretenimento / Informação    | Alemanha          | Alemão                             |
| KiKa                     | ZDF e ARD                                            | Infantil                       | Alemanha          | Alemão                             |
| ARD                      | ARD (Público Alemão)                                 | Entretenimento / Informação    | Alemanha          | Alemão                             |
| Deutsche Welle           | ARD (Público Alemão)                                 | Entretenimento / Informação    | Alemanha          | Alemão                             |
| RTL                      | RTL Group                                            | Entretenimento / Informação    | Alemanha          | Alemão                             |
| Super RTL                | RTL Group                                            | Infantil / Entretenimento      | Alemanha          | Alemão                             |
| VOX                      | RTL Group                                            | Documentários                  | Alemanha          | Alemão                             |
| BVN                      | NPO e VRT                                            | Generalista Internacional      | Países Baixos     | Holandês                           |
| Insight TV               | TV Entertainment Reality Network                     | Entretenimento                 | Países Baixos     | Inglês                             |
| Luxe.tv                  | Optunia S.A                                          | Entretenimento                 | Luxemburgo        | Luxemburgês                        |
| 1+1 International        | 1+1 Media Group                                      | Generalista Internacional      | Ucrânia           | Ucraniano                          |
| 1+1                      | 1+1 Media Group                                      | Generalista Internacional      | Ucrânia           | Ucraniano                          |
| UA \| TV                 | UA \| TV                                             | Generalista Internacional      | Ucrânia           | Ucraniano                          |
| Freedom                  | UA \| TV                                             | Generalista Internacional      | Ucrânia           | Ucraniano                          |
| Kvartal TV International |                                                      | Generalista Internacional      | Ucrânia           | Ucraniano                          |
| Star Cinema              | Privat Group                                         | Filmes                         | Ucrânia           | Ucraniano                          |
| Star Family              | Privat Group                                         | Séries                         | Ucrânia           | Ucraniano                          |
| XSport                   | Borys Kolesnikov                                     | Desporto                       | Ucrânia           | Ucraniano                          |
| PRO TV Internacional     | Pro TV Group                                         | Generalista Internacional      | Ucrânia           | Ucraniano                          |
| BNT 4                    | Televisão Nacional da Bulgária                       | Generalista Internacional      | Bulgária          | Búlgaro                            |
| TVRi                     | Romanian Television                                  | Generalista Internacional      | Roménia           | Romeno                             |
| TRT World                | Turkish Radio and Television Corporation             | Informação                     | Turquia           | Inglês                             |
| Dizi                     | SPI Internacional                                    | Entretenimento                 | Turquia           | Turco com legendas em Português    |
| CGTN                     | China Global Television Network                      | Entretenimento/Informação      | China             | Mandarim                           |
| CGTN Documentary         | China Global Television Network                      | Informação                     | China             | Mandarim                           |
| Phoenix CNE              | Phoenix Television                                   | Cultural                       | China             | Mandarim                           |
| Phoenix InfoNews         | Phoenix Television                                   | Informação                     | China             | Mandarim                           |
| CCTV4                    | CCTV                                                 | Generalista Internacional      | China             | Mandarim                           |
| NHK World-Japan          | NHK                                                  | Informação                     | Japão             | Inglês                             |
| Arirang                  | Korea International Broadcasting Foundation          | Informação                     | Coreia do Sul     | Inglês                             |
| KBS World                | Korean Broadcasting System                           | Entretenimento                 | Coreia do Sul     | Coreano com legendas em Inglês     |
| Zee TV                   | Essel Group                                          | Entretenimento                 | Índia             | Inglês/ Hindi                      |
| Zee Cinema               | Essel Group                                          | Entretenimento                 | Índia             | Inglês/ Hindi                      |
| SET Max                  | Sony Pictures Entertainment                          | Entretenimento                 | Índia             | Inglês/ Hindi                      |
| SET Asia                 | Sony Pictures Entertainment                          | Entretenimento                 | Índia             | Inglês/ Hindi                      |
| Utsav Plus               | The Walt Disney Company India                        | Entretenimento                 | Índia             | Inglês/ Hindi                      |
| Utsav Gold               | The Walt Disney Company India                        | Entretenimento                 | Índia             | Inglês/ Hindi                      |
| W-Sport                  |                                                      | Desporto                       | Bélgica           | Inglês                             |
| Penthouse Gold           |                                                      | Pornografia                    | Estados Unidos    | Inglês                             |
| Penthouse Passion        |                                                      | Pornografia                    | Estados Unidos    | Inglês                             |
| Dog TV                   |                                                      | Temático                       | Estados Unidos    | Inglês                             |
| Fight Sports             |                                                      | Desporto                       | Estados Unidos    | Inglês                             |
| Dorcel TV                | Marc Dorcel                                          | Pornografia                    | Países Baixos     |                                    |
| Vixen                    | Vanessa Media                                        | Pornografia                    | Canadá            | Inglês                             |
| Hustler TV               | Sapphire Media International BV                      | Pornografia                    | Reino Unido       | Inglês                             |
| Blue Hustler             | Sapphire Media International BV                      | Pornografia                    | Reino Unido       | Inglês                             |
| VividRed                 | Vivid Entertainment                                  | Pornografia                    | Reino Unido       | Inglês                             |
| Sextreme                 | Grupo Globo                                          | Pornografia                    | Argentina         |                                    |
| Duck TV                  | Mega Max Media s.r.o.                                | Infantil                       | Eslováquia        |                                    |
| Deutsche Welle           | ARD (Público Alemão)                                 | Entretenimento / Informação    | Alemanha          | Inglês                             |
| Tagesschau24             |                                                      | Informação                     | Alemanha          |                                    |
| EuroChannel              | Eurochannel Group                                    | Filmes                         | França            | Francês                            |
| EuroChannel              | Eurochannel Group                                    | Filmes                         | França            | Francês legendado em Português.    |
| Euronews                 | SECEMIE                                              | Informação                     | França            | Alemão                             |
| Euronews                 | SECEMIE                                              | Informação                     | França            | Inglês                             |
| France24                 | France Médias Monde                                  | Informação                     | França            | Inglês                             |
| MCS TV                   |                                                      | Entretenimento                 | França            |                                    |
| My Zen TV                |                                                      | Yoga                           | França            |                                    |
| Hispasat 4k              |                                                      | Entretenimento                 | Espanha           |                                    |
| Onetoro                  |                                                      | Entretenimento                 | Espanha           |                                    |
| i24news                  | I24NEWS SARL                                         | Informação                     | Israel            | Francês                            |
| Travelxp 4k HDR          |                                                      | Entretenimento / Viagem        | Índia             |                                    |
| Travelxp                 |                                                      | Entretenimento / Viagem        | Índia             |                                    |
| TVC News                 |                                                      | Informação                     | Nigéria           |                                    |